# 栃木電視台
株式会社栃木電視（日语：／ Tochigi Terebi */?），簡稱栃視（とちテレ）、GYT，是日本的一家以栃木縣為播出地區的電視台。栃木電視台開播于1999年4月1日，也是日本目前为止开播时间最晚的地面电视台。數位電視呼號為JOGY-DTV，總部位于栃木縣宇都宮市，2005年12月1日開始播出數位電視。

## 外部連結
- 官方網站 （页面存档备份，存于） （日語）
- 栃木電視動畫專用網站【まろに☆えーる】 （页面存档备份，存于） （日語）
- 栃木電視台官方的X（前Twitter） （日語）
- とちテレ テレすけくん的X（前Twitter） （日語）
- 栃木電視台的Facebook專頁 （日語）
- YouTube上的栃木電視台頻道 （页面存档备份，存于）
- 栃放エンタープライズ （页面存档备份，存于） （日語）